# Abduction
Abduction (Sin salida en España, Sin escape en México e Identidad secreta en Argentina) es una película de suspenso y acción estadounidense de 2011 dirigida por John Singleton, producida por Roy Lee y Ellen Goldsmith-Vein, y escrita por Shawn Christensen. La película está protagonizada por Taylor Lautner en el papel principal junto a Lily Collins, Alfred Molina, Jason Isaacs, Maria Bello y Sigourney Weaver en papeles secundarios.
La película, la última de Singleton antes de su muerte en 2019, fue lanzada por Lionsgate el 23 de septiembre de 2011. Tras su lanzamiento, muchos críticos tuvieron opiniones diversas sobre el guion, las actuaciones del elenco (especialmente la de Lautner) y el ritmo. La película recaudó $82 millones en todo el mundo contra su presupuesto de producción de $35 millones. Fue nominado para un Premio Golden Reel por Diálogo y ADR en un largometraje.

## Argumento
Nathan Harper es un estudiante de secundaria de 18 años que vive en los suburbios de Pittsburgh, Pensilvania con sus padres Kevin y Mara. Tiene problemas de pesadillas recurrentes y ha estado viendo al psiquiatra Dr. Geraldine "Geri" Bennett para tratarlo.
Nathan se asocia con Karen Murphy para un proyecto de investigación escolar sobre niños desaparecidos. Descubre que se parece mucho a una foto de progresión de edad de un niño desaparecido, Steven Price. Sus investigaciones muestran que él y sus padres probablemente no están relacionados biológicamente. Se acerca a su madre y ella confirma la verdad.
Dos hombres que dicen ser del Departamento de Justicia llegan a la casa de Nathan mientras Mara se dirige a buscar a Kevin. Mara sospecha y ataca a los dos, pero los intrusos le disparan y matan. Kevin también es asesinado, pero no antes de gritarle a Nathan que corra. Nathan corre pero regresa por Karen, quien es capturada. Nathan la rescata e intenta averiguar quién es el hombre, pero se ve obligado a salir de la casa debido a una bomba.
La explosión hiere a Karen, por lo que Nathan la lleva al hospital e intenta contactar a la policía. Su llamada es interceptada por el agente de la CIA Frank Burton, quien le dice a Nathan que está en peligro y que enviará a dos hombres para que lo recojan. El Dr. Bennett lo ayuda a él y a Karen a escapar. Burton explica que el padre biológico de Nathan, Martin, robó una lista encriptada de 25 agentes corruptos de la CIA del terrorista serbio Nikola Kozlow cuando Nathan tenía 3. Kozlow luego planeó secuestrar a Nathan para obligar a Martin a entregar la lista. Nathan había sido entregado a sus padres adoptivos para protegerlo. Kozlow usó el sitio web para reclamar a Nathan como el niño desaparecido Steven Price para encontrarlo. El Dr. Bennett le da a Nathan la dirección de una casa segura en Arlington, Virginia y le dice que confíe solo en Martin y un hombre llamado Paul Rasmus. Su superior advierte a Burton que ponga fin a la situación lo antes posible una vez que se entere de Bennett, quien se revela como un exagente de la CIA.
Al llegar a la casa de seguridad: los dos obtienen dinero, una pistola, una foto de la madre biológica de Nathan, Lorna Price, y un teléfono celular. Karen intenta llamar a su familia, pero su llamada es interceptada por Burton y la CIA, así como por Kozlow, lo que los obliga a huir. Al encontrar la dirección de su madre, la pareja descubre que la dirección es un cementerio y Lorna ha muerto. Nathan y Karen encuentran flores frescas en su tumba: el remitente es Paul Rasmus, que vive en Nebraska. Los dos toman un tren de pasajeros Amtrak para llegar allí, usando identificaciones falsas proporcionadas por su amigo Gilly. En el camino, confiesan sus sentimientos y comparten un beso. No saben que están siendo seguidos por la mano derecha de Kozlow, que secuestra a Karen. Él la deja atada y amordazada con cinta adhesiva, pero ella se libera. Nathan lucha contra el asaltante y lo arroja por la ventana. El equipo de Burton encuentra al secuaz de Kozlow y los rastrea.
Burton explica los datos que Martin le había robado a Nathan, quien considera que puede contener el nombre de Burton en la lista. Los agentes son atacados por los francotiradores de Kozlow. Nathan y Karen huyen en un automóvil, pero Kozlow llama y amenaza con matar a los padres de Karen si Nathan no entrega los datos. Nathan consigue que Kozlow acepte realizar la transacción en un juego de béisbol de los Piratas de Pittsburgh en su estadio local, el PNC Park.
Nathan trabaja con Gilly para obtener boletos y asegura un arma con la intención de matar a Kozlow. Cuando Kozlow llega, le dice a Nathan cómo mató a su madre cuando Nathan tenía 3 años después de que ella se negó a renunciar a la ubicación de Martin. Kozlow le quita el arma a Nathan y le exige la lista, Nathan sale corriendo y Kozlow lo persigue, seguido por agentes de la CIA. Martin llama a Nathan, quien le dice que confíe en él y corra hacia el estacionamiento sur. Nathan lo hace y Martin mata a tiros a Kozlow. Burton y sus agentes llegan, y Burton pregunta por el teléfono celular. Sin embargo, Martin había advertido a su superior sobre la corrupción de Burton y toma el teléfono él mismo mientras Burton está bajo custodia. Martin llama a Nathan nuevamente, disculpándose por no ser el padre que debería haber sido. Nathan le pide que se muestre, pero Martin se niega. Sin embargo, le asegura a Nathan que nadie lo dañará a él ni a Karen y luego desaparece. Bennett llega con Karen y dice que ella ha arreglado que Nathan viva con ella hasta que él decida qué perseguir en su vida. Cuando termina la película, Nathan y Karen van a una cita.

## Reparto
- Taylor Lautner como Nathan Harper/Steven Price.
- Lily Collins como Karen Murphy.
- Alfred Molina como Burton.
- Jason Isaacs como Kevin Harper.
- Maria Bello como Mara Harper.
- Sigourney Weaver como Dra. Bennett.
- Mikael Nyqvist como Nikola Kozlow.
- Dermot Mulroney como Martin Price.
- Nickola Shreli como Alec.
- Elisabeth Röhm como Lorna Price.
- Antonique Smith como Sandra Burns.
- Denzel Whitaker como Gilly.
- Ilia Volok como Suéter.
- Nich Donalies como Vendedor de Galletas Saladas #1.

## Producción

### Desarrollo
Lionsgate Films compró el guion de especificaciones del guionista Shawn Christensen para Abduction en febrero de 2010, con el actor Taylor Lautner adjunto a la película. El estudio ganó una guerra de ofertas por el guion, adquiriéndolo por $1 millón. Gotham Group y Vertigo Entertainment habían desarrollado el guion, basado en una idea de la historia de Jeremy Bell de Gotham.
Lionsgate se apresuró a comenzar la fotografía principal en julio, debido al horario de Lautner para comenzar a trabajar en las últimas dos películas de Crepúsculo para Summit Entertainment. El escritor Jeffrey Nachmanoff fue contratado para trabajar en el guion, y John Singleton firmó para dirigir en marzo. Ellen Goldsmith-Vein, Lee Stollman, Roy Lee y Doug Davison produjeron la película, y Jeremy Bell y Gabriel Mason fueron productores ejecutivos. El padre de Lautner, Dan Lautner, también produjo la primera película de su sello Tailor Made Entertainment.

### Rodaje
Con un presupuesto de $35 millones, la fotografía principal comenzó el 12 de julio de 2010, en el área de Pittsburgh, Pensilvania. Lionsgate regresó a la región debido a los beneficios fiscales del programa de crédito fiscal de Pensilvania, después de filmar San Valentín sangriento 3D, La última pelea y Los próximos tres días allí en 2008 y 2009. Una convocatoria de casting abierta para extras celebrada en la Universidad Carnegie Mellon atrajo a más de 900 personas en junio, muchas de las cuales eran fanáticas adolescentes de la serie de películas Crepúsculo.
Muchas de las escenas de la película fueron filmadas en los suburbios del Municipio de Mt. Lebanon, algunas otras en el Municipio de Forward y Brownsville en el condado de Fayette. Las escenas fueron tomadas en la preparatoria Hampton en Hampton Township, un suburbio al norte de Pittsburgh. El nombre y la mascota de la escuela, el Talbot, aparecieron en la película, al igual que los estudiantes de biología, las porristas y la banda de música. La producción continuó en Pittsburgh, Municipio de Mt. Lebanon, Greensburg y Hampton Township, y duró hasta septiembre de 2010.

## Recepción

### Respuesta crítica
Según la página de Internet Rotten Tomatoes obtuvo un 4% de comentarios positivos, llegando a la siguiente conclusión: «un thriller de acción incompetente y sin alma que ni un veterano actor protagonista podría haber salvado, así que ya no hablemos de Taylor Lautner». Kevin McCarthy describió la película como «uno de los peores films de 2011. Con un guion y un montaje horribles que hacen que Sigourney Weaver y Alfred Molina, dos buenos actores, parezcan malos. ¡Aléjense!». Claudia Puig señaló que la cinta estaba «llena de diálogos risibles. Abduction no va a ningún sitio». Según la página de Internet Metacritic obtuvo críticas negativas, con un 25%, basado en 19 comentarios de los cuales ninguno es favorable.

### Premios
Premios Razzie
| Año  | Categoría  | Persona | Resultado |
| ---- | ---------- | ------- | --------- |
| 2011 | Peor actor |         | Candidato |

### Taquilla
Estrenada en 3.118 cines estadounidenses debutó en cuarta posición con 11 millones de dólares, con una media por sala de 3.504 dólares, por delante de Killer Elite y por detrás de Dolphin Tale. Recaudó en Estados Unidos 28 millones. Sumando las recaudaciones internacionales la cifra asciende a 82 millones. El presupuesto estimado invertido en la producción fue de 35 millones. En la siguiente tabla se muestran los diez primeros países donde mayores cifras obtuvo:
| País           | Recaudación (en USD) |
| -------------- | -------------------- |
| Estados Unidos | 28.087.155           |
| Brasil         | 6.114.581            |
| Francia        | 5.379.686            |
| Australia      | 4.312.770            |
| Alemania       | 4.147.250            |
| Reino Unido    | 3.668.455            |
| México         | 3.560.690            |
| España         | 3.259.401            |
| Rusia          | 2.908.573            |
| Italia         | 2.025.794            |